# Piper phytolaccifolium
Piper phytolaccifolium är en pepparväxtart som beskrevs av Philipp Filip Maximilian Opiz. Piper phytolaccifolium ingår i släktet Piper och familjen pepparväxter.

## Underarter
Arten delas in i följande underarter:
- P. p. peltobryon
- P. p. carabobense